# AGM-158联合空面导弹
AGM-158 JASSM（Joint Air-to-Surface Standoff Missile，聯合空對面遠攻飛彈）是美国发展的一种低可探测性战区外空对面巡航导弹，是一种大型的半隐身空对面导弹，重量超过一吨。它从1995年开始发展，2004年開始服役。除了美國空軍外，包括澳大利亚和芬兰也採用了此型飛彈。除了標準版本外，增加射程版本的AGM-158B JASSM-ER型（ER是「延長射程」Extended Range之意）已于2014年服役。

## 起源

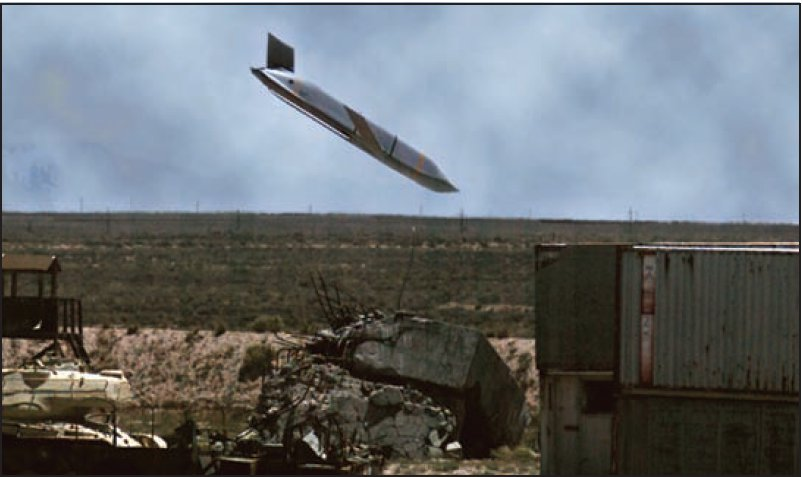
飛行至敵軍陣地並準備擊毀此處的AGM-158

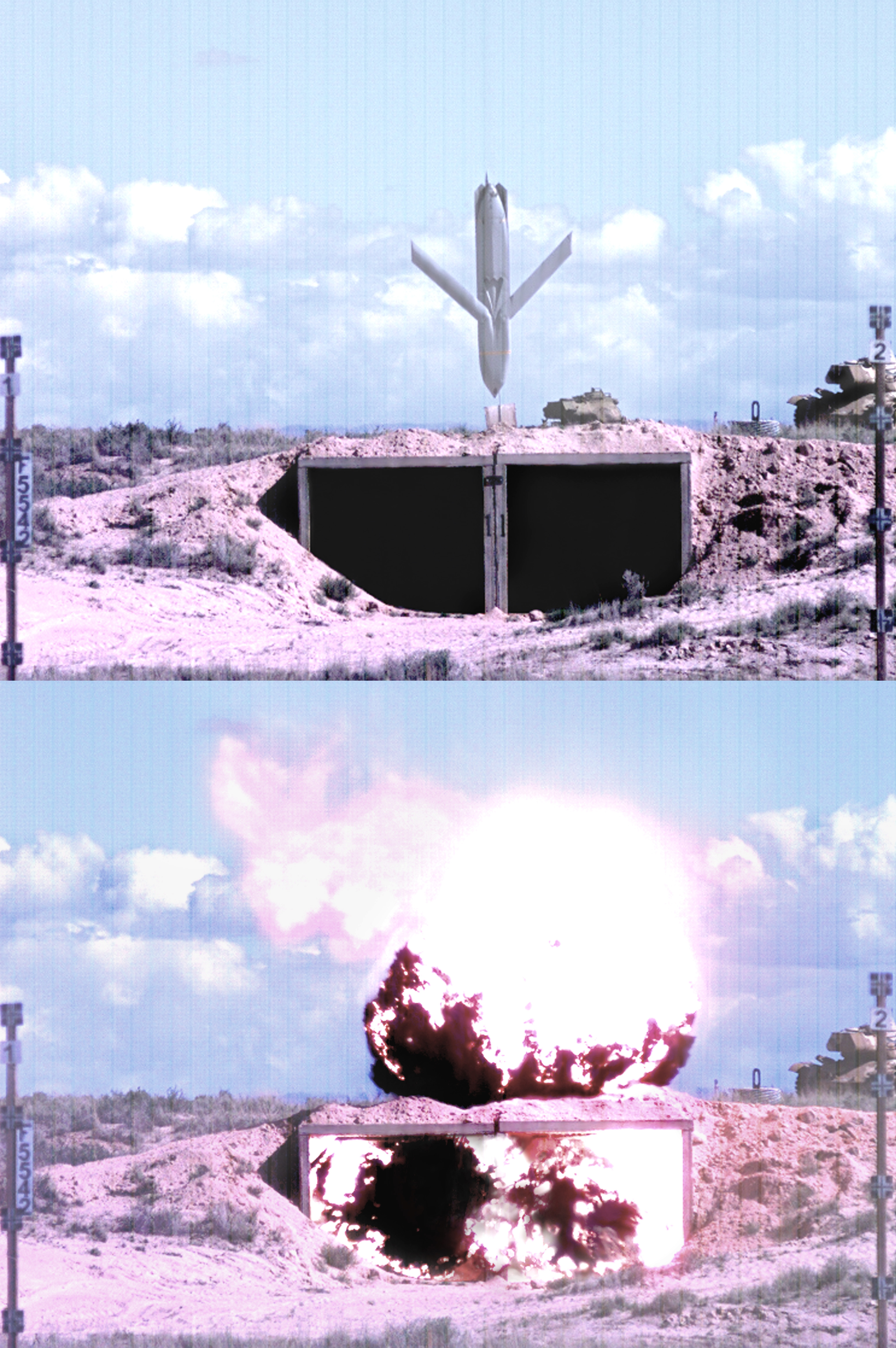
穿透地下碉堡頂部並成功炸毀此陣地的AGM-158

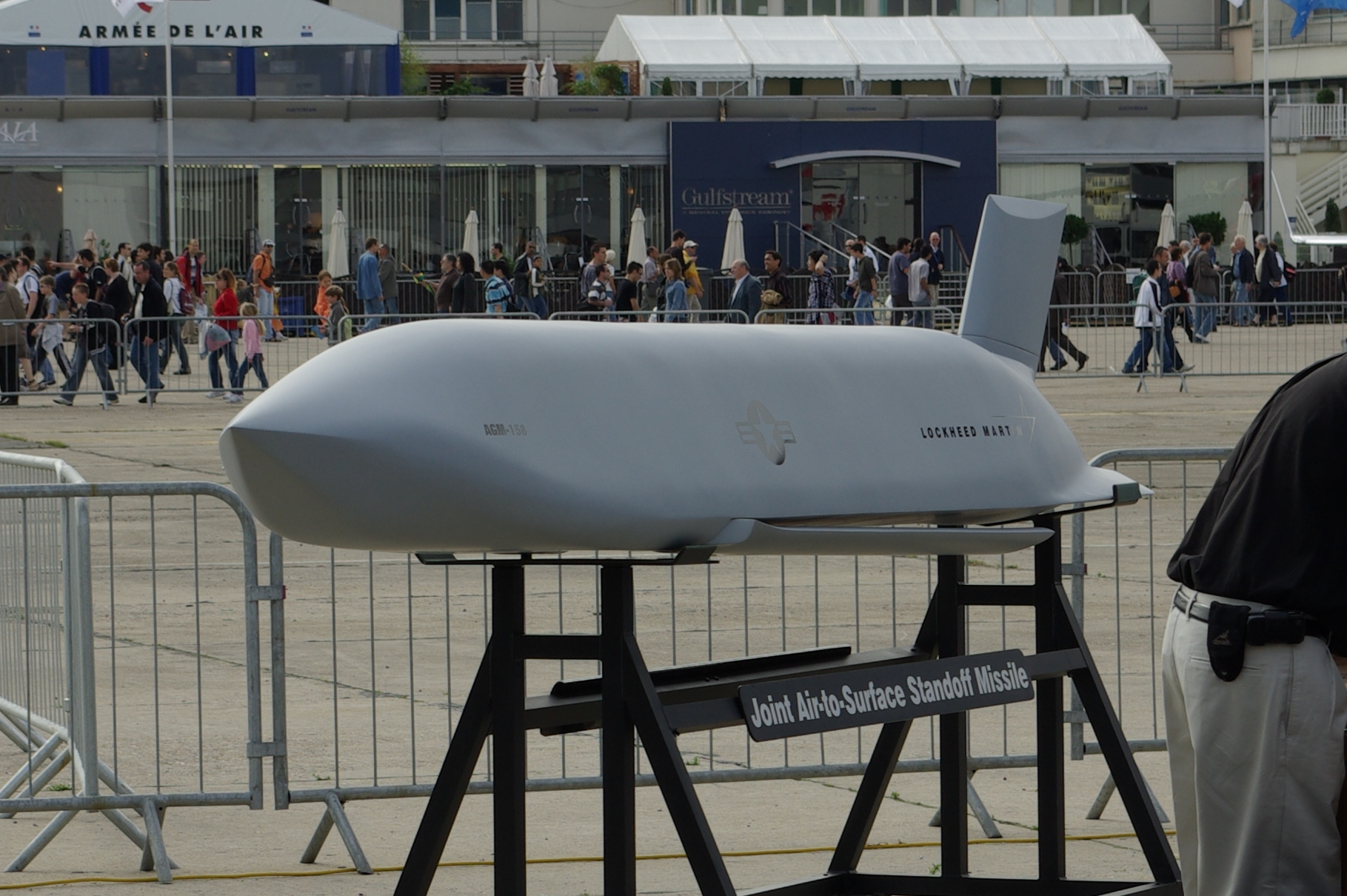
一枚在2007年巴黎航空展會場靜態展示的AGM-158

JASSM計畫延續著1995年取消之AGM-137 TSSAM技術開發。 
TSSAM是美軍在1986年開發納入匿蹤設計的防區外攻擊飛彈，但計劃管理不善，開發成本超支，量產成本初估將飆升到原計畫的三倍之鉅，美軍因此決定放棄該研發計畫。但是美軍仍有防區外攻擊武器的需求，因此美國空軍在1994年終止TSSAM後即相近的技術需求向各國防廠商重新徵詢意願，這次則是有洛克希德·马丁公司和麥克唐納-道格拉斯公司表達有意競逐。1996年6月，美國空軍向兩間廠商簽訂了初期開發合約，給予兩間廠商24個月開發它們所提出的防區外攻擊飛彈概念，並授予AGM-158A（洛馬）與AGM-159A（麥道）之技術編號。
1998年4月，美國空軍宣布由洛克希德馬丁得到JASSM計畫的工程製造開發（EMD）合約，主導JASSM開發的部門為臭鼬工廠。2000年美軍計劃由空軍採購最多4,900枚JASSM，海軍則會採購453枚，飛彈計畫製造成本為40萬美金。
僅配置發動機的原型彈在1999年11月進行首次測試，飛彈導引系統的開發始於2001年1月，全系統便備的原型彈於2001年12月開始組裝。然而在2002年測試的兩枚全功能原型彈測試失敗，因此計畫延期3個月。2003年4月，全功能彈完成，但是試射再度失敗，主要問題是發動機啟動系統故障率偏高。雖然洛馬當時完成了JASSM在現役戰機上的整合工程，並且在2004年5月撥款量產，但是美軍並沒有允許投入作戰使用。
由於整體製造工藝的不完善，至2007年5月美軍已接收了600枚飛彈，但並無實際納入戰鬥運用。且因JASSM的低良率顧慮，原本預定在2005年開始採購的美國海軍先將採購計劃延遲至2007年，最後退出計劃，改購置以魚叉反艦飛彈改良技術成熟的AGM-84H/K增程型防區外對地攻擊飛彈。五角大廈在2007年7月批准了一筆6800萬美金的預算，用於改良JASSM的可靠性，並重新進行測試認證，並在2008年春季再度評估是否要繼續該計劃。洛馬公司為表示對計劃的誠意，則答應美軍自費修繕已產製的JASSM。
在2009年的測試，挽救了JASSM的前途，該年共使用了16枚飛彈進行測試，15枚命中目標，超越原先評估的75%命中率標準。
AGM-158A由Teledyne CAE J402渦輪噴射發動機提供動力。在飞行前，机翼保持折叠以减小尺寸。发射后，机翼会自动翻转。有一个垂直尾翼。導航是通过惯性导航和全球定位系统更新。目标识别和终端归位是通过成像红外导引头。 数据链允许导弹在飞行期间传输其位置和状态，从而改进炸弹损坏评估。弹头是WDU-42 / B 1,000磅（450）穿透器。JASSM将由各种飞机携带：F-15E打擊鷹式戰鬥轟炸機、F/A-18黃蜂式戰鬥攻擊機、F-16戰隼戰鬥機、F-35閃電II戰鬥機、B-52同溫層堡壘戰略轟炸機、B-1槍騎兵戰略轟炸機和B-2幽靈戰略轟炸機都可携带这种武器。
战略和预算评估中心建议减轻AGM-158A的弹头以增加其射程。通过这种方式，它可以在与AGM-158B JASSM-ER变体相比更便宜且可用于旷日持久的冲突的情况下从敌方防空系统外发射更远的距离。

## 衍生型號
AGM-158C遠程反艦飛彈

## 類似型號
- 萬劍機場聯合遙攻武器
- AGM-154聯合戰區外武器
- 阿帕契飛彈
- 暴風影飛彈
- 金牛座飛彈
- Bombkapsel 90飛彈（英语：Bombkapsel 90）
- HOPE/HOSBO飛彈（英语：HOPE/HOSBO）

## 使用國家

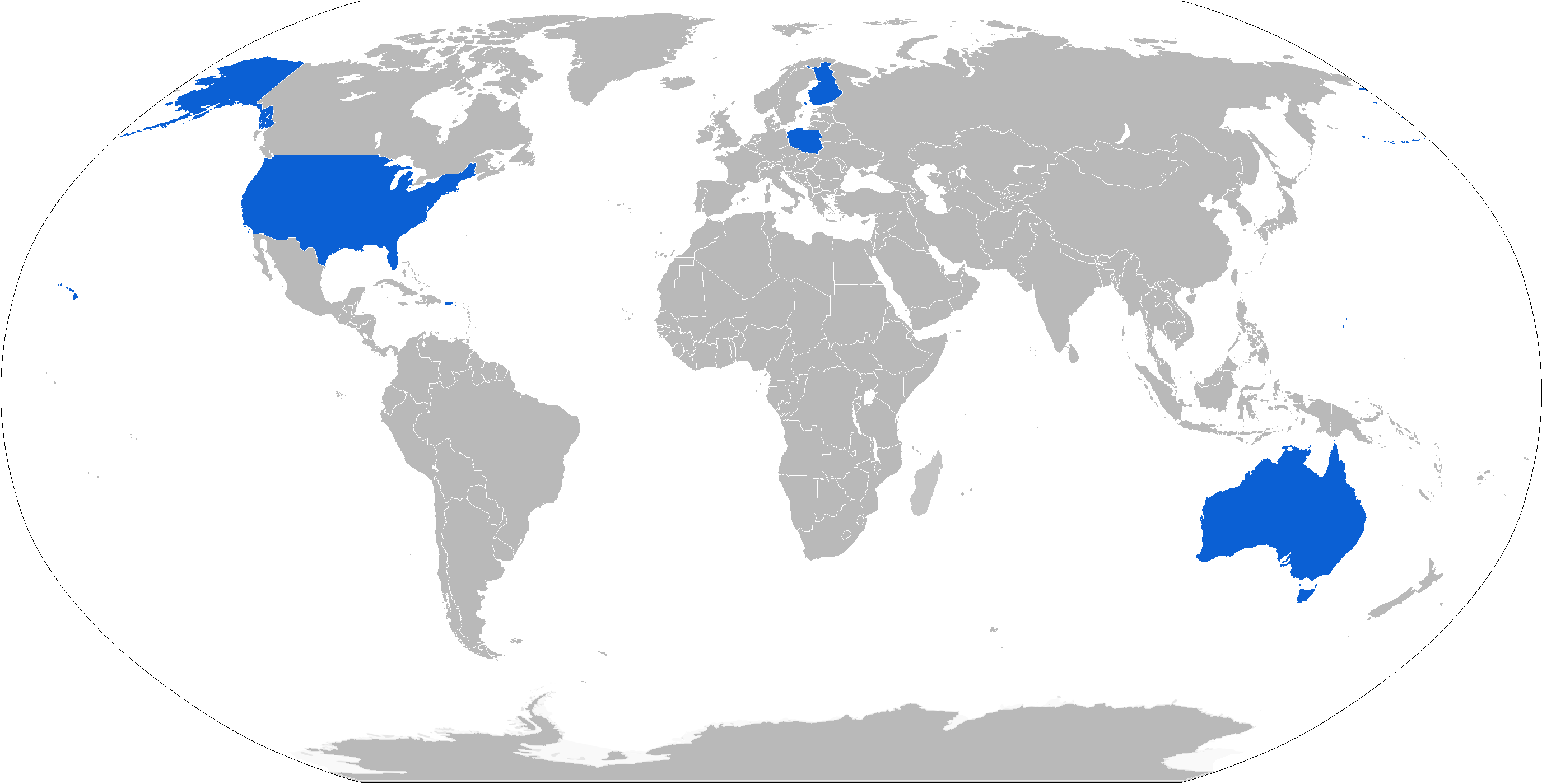
使用國

- 美国
- 芬兰
- 波蘭

## 流行文化
- 电子游戏
  - 《戰地風雲4》（Battlefield 4）：在資料片「中國崛起」（China Rising）中，完成小任務「炸彈之母」以後可從轰炸机上發射該巡弋飛彈（次要武器）。
  - 《現代戰艦》F-35戰鬥機,B-1B轟炸機,X-47B無人機均裝備有該導彈，其中B-1B轟炸機的裝備在一個八連裝旋轉掛架上；F/A-18E/F超級大黃蜂戰鬥機裝備了LRASM型。